# ヒレア・ベロック

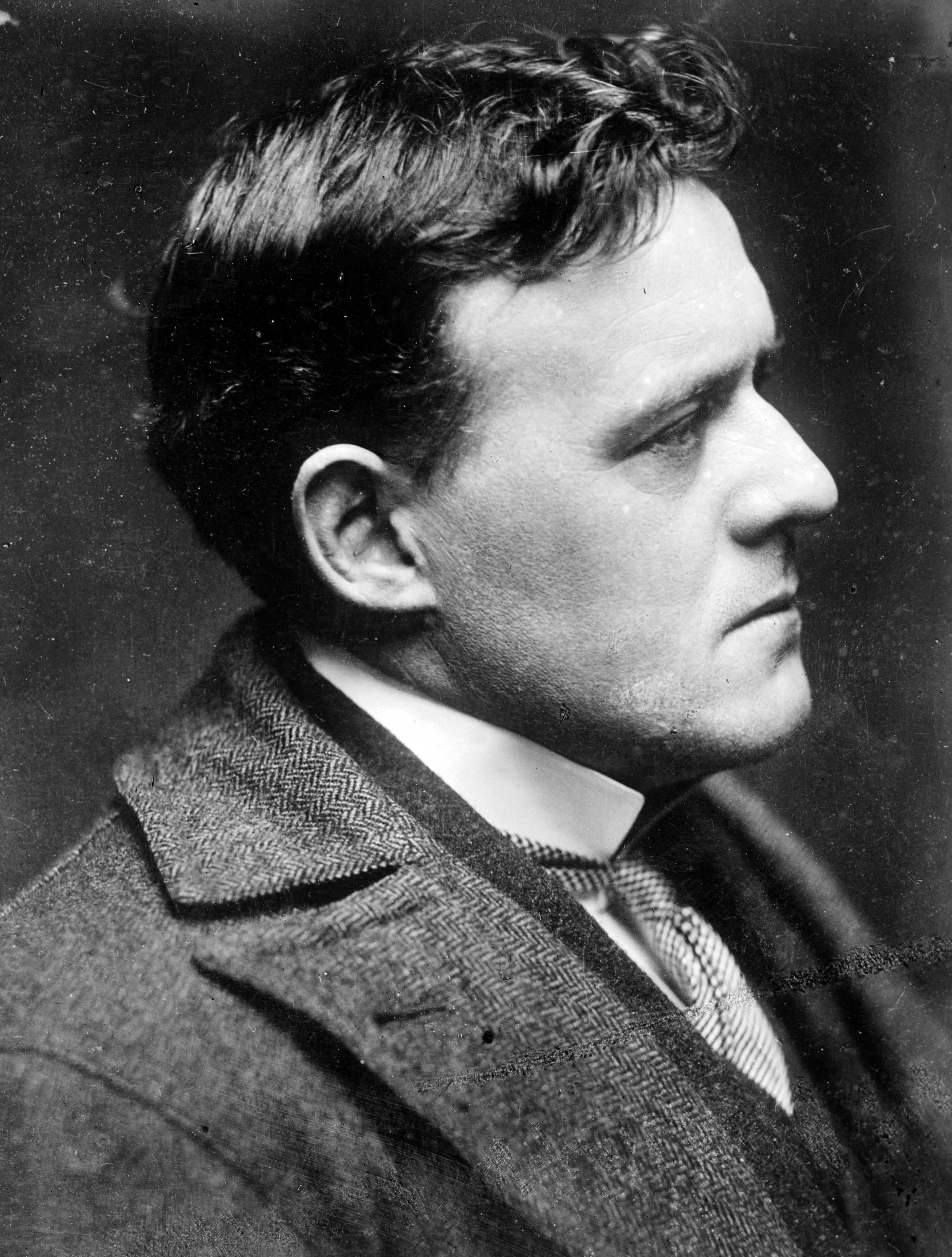
ヒレア・ベロック

ジョゼフ・ヒレア・ピエール・ルネ・ベロック（Joseph Hilaire Pierre René Belloc、1870年7月27日 - 1953年7月16日）は、フランス系イギリス人の作家、歴史家、社会評論家。父はフランス人の弁護士、母はイギリス人でジョゼフ・プリーストリーの孫。1902年にイギリスに帰化した。チェスタトン兄弟（G. K. ChestertonとC.Chesterton）との協力関係が有名。

## 生涯
パリ近郊のラ・セル＝サン＝クルーで生まれる。エッジバストン（Edgbaston）とバーミンガムで、ジョン・ヘンリー・ニューマンが主宰するオラトリオ会の学校で教育を受けた。1891年にフランス市民としてトゥールの砲兵大隊で兵役を務め、その後ベリオール・カレッジに入学し、歴史を専攻する。1895年にオックスフォード大学を最優秀の成績で卒業し、政界へ進む。1906年からサルフォード・サウス（Salford South）出身の自由党下院議員として活動するが、議会政治に幻滅して1910年からは著述に専念する。一時期『Eye-Witness』『Land and Water』などの雑誌を編集したこともある。

## 思想

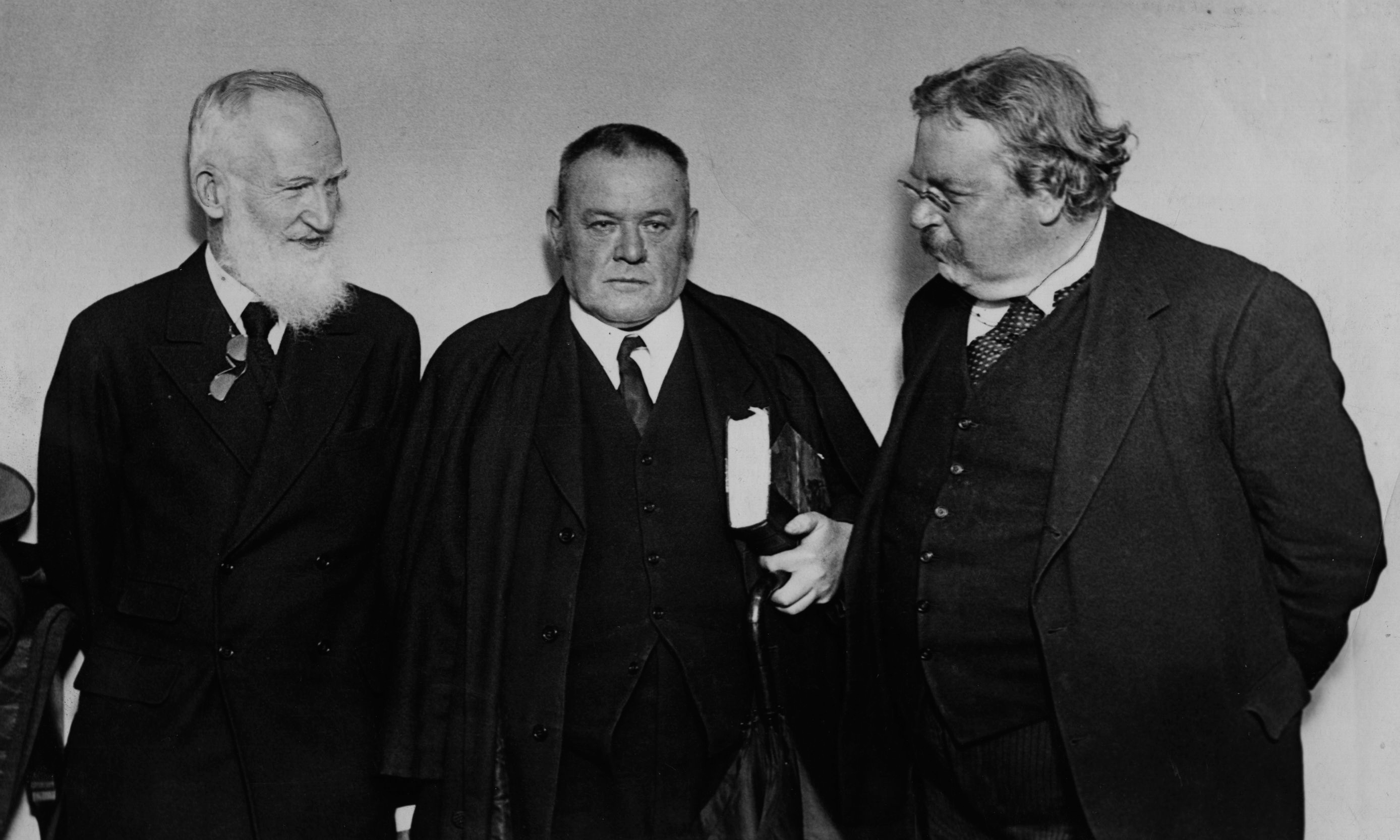
バーナード・ショー（左）G・K・チェスタトン（右）と

オックスフォード運動を推進したJ・H・ニューマンは富の生産、利益の追求、享楽の手段の蓄積などに反対していたが、ベロックはそれらの主張を発展させ、個人主義と自由主義経済を断罪する。彼の攻撃は政治上の民主主義にもおよぶ。1910年代の初期にフランスではサンジカリズムが勢力を強め、議会制民主主義は腐敗堕落の温床であり、ドイツ人・ユダヤ人・プロテスタントは連合を組んでフランスを滅ぼそうとしている、と考えていた。ベロックはフランス文学への素養とともに、このサンジカリズムの思想を採用し、カトリックへの信仰とともにチェスタートン兄弟に伝えた。
ベロックの政治経済論として最も知られているのは『奴隷の国家 The Servile State』である。その中で彼はヨーロッパやイギリスの経済史と現状を次のように概観した。
1. 古代の奴隷制が中世のキリスト教が支配した時代に解消し、財産が広範囲に分配されている社会がつくられた。
2. 封建社会が崩壊することにより資本主義が成立し、生産手段を所有する少数者と圧倒的多数の労働者に分裂する。
3. 資本主義社会は本質的に不安定なので、法と社会慣習が人間性と一致し、経済的な充足と安全がかなうような解決策が求められるようになる。

ベロックが提示する解決策とは次の3つである。
1. 生産手段を共同体の政治的役職者にゆだねる、「集産主義」
2. 一般市民がそれぞれ財産や生産手段を所有していた「分配型体制」を再建すること
3. 生産手段を持たない者が持つ者のために働くことを法的に強制され、それと引き替えに生計の安全を保障される「奴隷国家」

ベロックは、一番望ましいのは2つめの「分配社会」だが、実際には3つめの「奴隷国家」ができつつあり、社会主義者が提出する様々な解決策は、理想的な集産国家を造りあげることを目指しており、それはプロレタリアートにとって我慢できる程度の「奴隷国家」をつくることに他ならない、と説く。
彼は保守主義の論客として知られ、同じ保守主義の論客であるギルバートチェスタートンと仲が良かった。

## 著作

### 旅行記・随筆
- " The Path to Rome " (1902年)
- " On nothing "（1908年）
- " On everything "(1909年)
- " On anything "（1910年）

### 詩
- " West Sussex Drinking Song "
- " The South Country "
- " Ha'nacker Mill "
- " Cautionary Tales for Children "(1907年)
  - 横山茂雄訳『子供のための教訓詩集』（2007年、国書刊行会）

### 歴史・伝記・評論
- " Robespierre "(1901年)
- " The French Revolution "(1911年)
- " The Servile State " (1912年)
  - 関曠野訳『奴隷の国家』（2000年、太田出版）
- " Europe and Faith " (1920年)
- " The Jews " (1922年)
  - 中山理訳・渡部昇一監訳『ユダヤ人──なぜ摩擦は生まれるのか』（2016年、祥伝社）
- " A History of England "(1925-30年,4巻)
- " Wolsey "(1930年)
- " The Crusades:the World's Debate "(1937年)
- " The Case of Dr. Coulton "(1938年)
- " Napoleon "(1932年)

### 日本語訳
- 『聖ジャンヌ・ダーク』 (1949年、中央出版社)
- ディビッド・ブラッドリー、篠原勇次訳『ウィリアム征服王の生涯―イギリス王室の原点』（2008年、叢文社）